# Рапатовский сельсовет
Рапатовский сельсовет — муниципальное образование в Чекмагушевском районе Башкортостана.
Согласно «Закону о границах, статусе и административных центрах муниципальных образований в Республике Башкортостан» имеет статус сельского поселения.

## Состав
- с. Рапатово,
- с. Новобиккино,
- д. Новоресмекеево.

В 1979 году из сельсовета был исключён выселенный посёлок Марс.

## Население
| 2002 | 2009  | 2010  | 2012  | 2013  | 2014 | 2015 |
| ---- | ----- | ----- | ----- | ----- | ---- | ---- |
| 1163 | ↗1182 | ↘1045 | ↘1034 | ↘1016 | ↘957 | ↘919 |
| 2016 | 2017  | 2018  |       |       |      |      |
| ↘883 | ↗884  | ↘880  |       |       |      |      |